# Bontoc (Southern Leyte)
Bontoc is een gemeente in de Filipijnse provincie Southern Leyte op het eiland Leyte. Bij de laatste census in 2007 had de gemeente bijna 29 duizend inwoners.

## Geografie

### Bestuurlijke indeling
Bontoc is onderverdeeld in de volgende 40 barangays:
| - Anahao - Banahao - Baugo - Beniton - Buenavista - Bunga - Casao - Catmon - Catoogan - Cawayanan - Dao - Divisoria - Esperanza - Guinsangaan | - Hibagwan - Hilaan - Himakilo - Hitawos - Lanao - Lawgawan - Mahayahay - Malbago - Mauylab - Olisihan - Paku - Pamahawan - Pamigsian | - Pangi - Poblacion - Pong-on - Sampongon - San Ramon - San Vicente - Santa Cruz - Santo Niño - Taa - Talisay - Taytagan - Tuburan - Union |

## Demografie
Bontoc had bij de census van 2007 een inwoneraantal van 28.535 mensen. Dit zijn 943 mensen (3,4%) meer dan bij de vorige census van 2000. De gemiddelde jaarlijkse groei komt daarmee uit op 0,46%, hetgeen lager is dan het landelijk jaarlijks gemiddelde over deze periode (2,04%). Vergeleken met de census van 1995 is het aantal mensen met 4.488 (18,7%) toegenomen.

De bevolkingsdichtheid van Bontoc was ten tijde van de laatste census, met 28.535 inwoners op 102,1 km², 279,5 mensen per km².